# Hendri Kurniawan Saputra

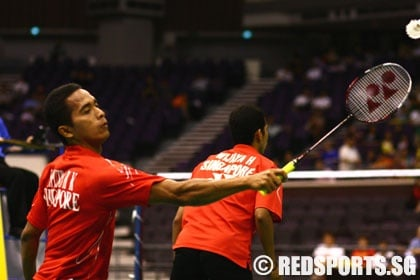
Hendri Kurniawan Saputra (2009)

Hendri Kurniawan Saputra (* 12. Mai 1981) ist ein singapurischer Badmintonspieler indonesischer Herkunft. Sein Bruder Hendra Wijaya und seine Schwester Shinta Mulia Sari sind ebenfalls erfolgreiche Badmintonspieler.

## Sportliche Karriere
Hendri Kurniawan Saputra nahm 2008 für Singapur an Olympia teil. Er startete dabei im Mixed mit Li Yujia und wurde Neunter. Seinen ersten großen Erfolg hatte er bereits 1999, noch für Indonesien startend, errungen, als er Junioren-Asienmeister wurde. 2005 gewann er Bronze bei den Südostasienspielen, 2007 Silber und Bronze. Bei der Asienmeisterschaft 2006 erkämpfte er sich ebenfalls Bronze.

## Sportliche Erfolge
| Veranstaltung | Saison                      | Disziplin    | Platz | Name                                         |
| ------------- | --------------------------- | ------------ | ----- | -------------------------------------------- |
| 1999          | German Juniors              | Herrendoppel | 1     | Hendri K. Saputra / Wandry K. Saputra        |
| 1999          | German Juniors              | Mixed        | 1     | Hendri Kurniawan Saputra / Eny Erlangga      |
| 1999          | Junioren-Asienmeisterschaft | Mixed        | 1     | Hendri Saputra / Eny Erlangga                |
| 2002          | Smiling Fish                | Herrendoppel | 1     | Hendri Kurniawan Saputra / Denny Setiawan    |
| 2005          | Südostasienspiele           | Mixed        | 3     | Hendri Kurniawan Saputra / Li Yujia          |
| 2005          | China Masters               | Mixed        | 2     | Hendri Kurniawan Saputra / Li Yujia          |
| 2006          | Asienmeisterschaft          | Mixed        | 3     | Hendri Kurniawan Saputra / Yujia Li          |
| 2006          | New Zealand Open            | Mixed        | 1     | Hendri Kurniawan Saputra / Yujia Li          |
| 2006          | New Zealand Open            | Herrendoppel | 2     | Hendri Kurniawan Saputra / Hendra Wijaya     |
| 2007          | Südostasienspiele           | Herrendoppel | 2     | Hendra Wijaya / Hendri Kurniawan Saputra     |
| 2007          | Singapurische Meisterschaft | Mixed        | 1     | Hendri Kurniawan Saputra / Li Yujia          |
| 2007          | Singapurische Meisterschaft | Herrendoppel | 1     | Hendra Wijaya / Hendri Kurniawan Saputra     |
| 2007          | Südostasienspiele           | Mixed        | 3     | Hendri Kurniawan Saputra / Li Yujia          |
| 2010          | Canada Open                 | Herrendoppel | 2     | Chayut Triyachart / Hendri Kurniawan Saputra |